# 防地番所跡
防地番所跡（ぼうじばんしょあと）は、江戸時代の備後国防地峠において備後福山藩と芸州広島藩との藩境に置かれた福山藩側の番所跡。現在の広島県尾道市高須町にあたる。なお防士峠（読み同じ）とも呼ばれる。2015年現在文化財未指定。

## 概要

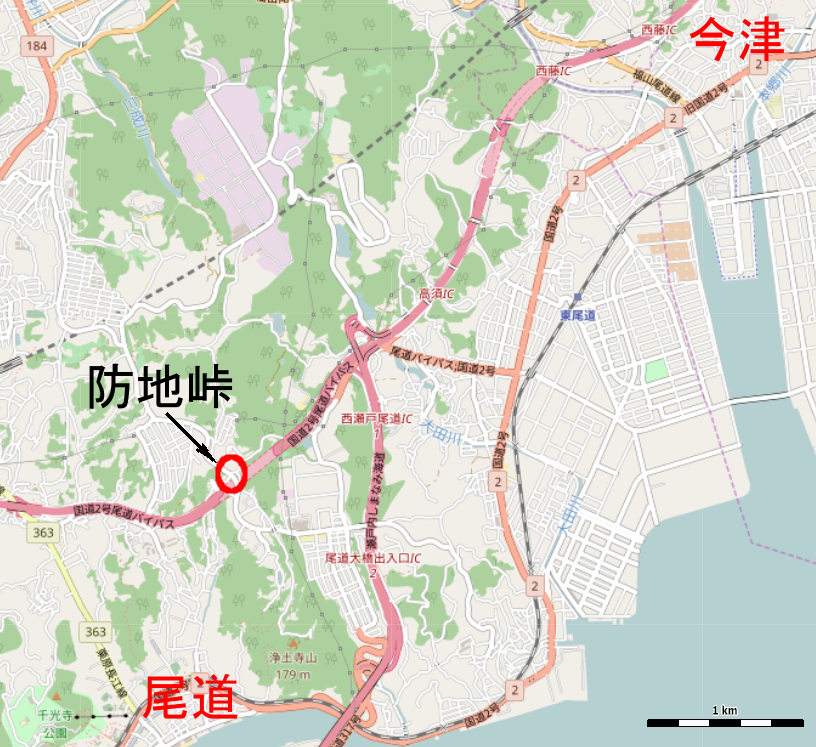
周辺

中世までの山陽道は尾道の北側の内陸部を通っていたのを、江戸初期安芸国・備後国双方を治めた広島藩主福島正則は慶長7年（1602年）今津宿（現福山市今津町）を設け近世山陽道（西国街道）を沿岸部に移した。元和5年（1619年）正則が改易された後、広島藩には外様大名浅野氏が入封、新たに福山には西日本の外様大名への防衛拠点“西国の鎮衛”として譜代大名が置かれることになり水野氏を入封し福山藩が興る。こうして福山藩と広島藩の藩境となった西国街道の防地峠において、元和5年に関所が設けられそれぞれの藩によって番所が置かれた。
当時の主要道である西国街道にあった関として大名行列・旅人など多くの人々が通過したと考えられている。現尾道市西久保町にある正念寺は当時峠を超えて広島藩内に入った旅人の休憩場となり、境内の井戸は「延命井」と呼ばれ旅の疲れを癒やした。戊辰戦争の際には旧幕府軍側となった福山藩に対して新政府軍長州藩は尾道から進行しここで双方が睨み合ったという。明治4年（1871年）廃藩置県によって役目を終えた。
現在、広島藩の番所は取り壊されており、現存するのは福山藩の番所のみになる。当時の番所建物がそのままの姿で残るものとしては、土佐藩の旧立川番所書院（国重文）と、丸亀藩の旧丸亀藩斥候番所（四国村内・香川県有形）、と防地番所跡の3ヶ所のみと言われており、更に移設せず峠を見下ろせる位置に現存するものとしてはここだけと言われている。民間で所有されており、1970年代までは使用されていた。当時の道標は双方ともに残っており、道路を挟んで東側が福山藩の「従是東　福山領」、西側が広島藩の「従是西　芸州領」の石標になる。広島藩側が少しだけ大きいのも特徴。
現在文化財登録はされておらず行政支援はされていない。地元団体「防地番所保存会」が説明看板設置や建物の保存活動を行っている。

## 交通
民家であるため見学には注意。駐車場なし。
- おのみちバス
  - 市民病院線、「番所」バス停下車
  - 尾道工業団地線、「番所」バス停下車